# Puoitasjaure
Puoitasjaure är en sjö i Arjeplogs kommun i Lappland och ingår i Piteälvens huvudavrinningsområde. Sjön har en area på 1,77 kvadratkilometer och ligger 392,1 meter över havet. Sjön avvattnas av vattendraget Piteälven.

## Delavrinningsområde
Puoitasjaure ingår i det delavrinningsområde (734041-163380) som SMHI kallar för Utloppet av Puoitasjaure. Medelhöjden är 406 meter över havet och ytan är 4,87 kvadratkilometer. Räknas de 343 avrinningsområdena uppströms in blir den ackumulerade arean 4 998,5 kvadratkilometer. Avrinningsområdets utflöde Piteälven mynnar i havet. Avrinningsområdet består mestadels av skog (64 procent). Avrinningsområdet har 1,75 kvadratkilometer vattenytor vilket ger det en sjöprocent på 35,9 procent.